# Académie de Soura
 (décembre 2018).
L'académie de Soura (ישיבת סורא) est une des académies talmudiques en Babylonie. Avec l'académie de Poumbedita, c'est l'une des deux importantes académies juives depuis l'an 225, au début de l'ère des Amoraïm, jusqu'à 1033, à la fin de l'ère des Gueonim. L'académie yeshiva de Soura fut fondée par l'Amora Abba Arika (« Rav »), un disciple de Juda Hanassi. Parmi les sages renommés qui furent la tête de la yeshiva, on compte entre autres Rav Huna, Rav Chisda, Rav Achi, Yehoudaï Gaon, Natronaï Gaon et Saadia Gaon.

## Histoire

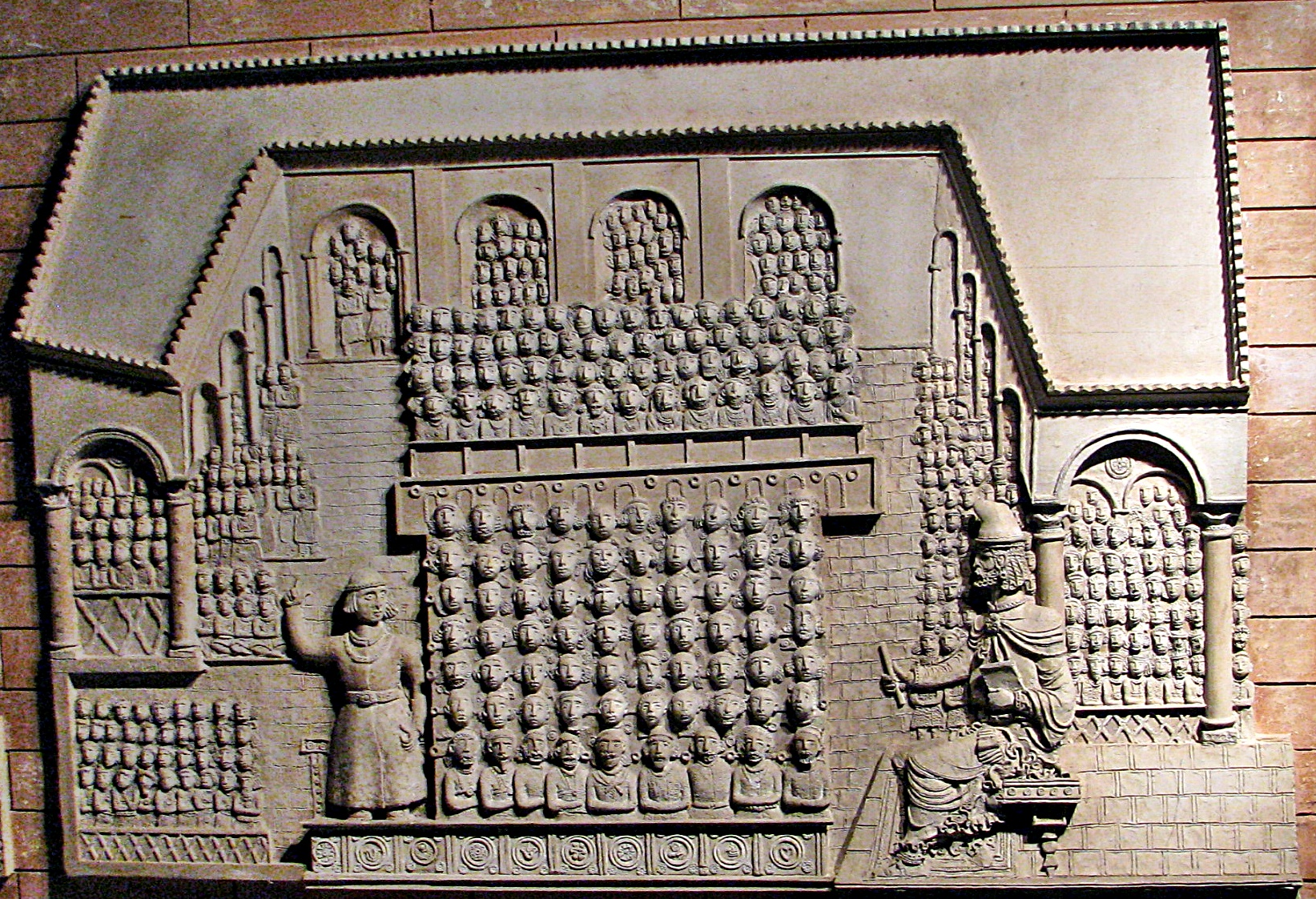
Une représentation du Rabbin Achi enseignant à l'Académie de Soura

Abba Arika (« Rav ») arriva dans la ville de Soura pour n'y trouver aucune vie religieuse publique active, et comme il fut soucieux sur la survie de la communauté juive en Babylonie, il laissa son collègue Samuel bar Abba à Nehardea et commença à travailler à la création d'une yeshiva qui plus tard deviendrait l'académie de Soura. À l'arrivée d'Abba Arika, de nombreux professeurs vivant dans des villes et villages voisins vinrent à Soura. L'académie de Soura fut officiellement crée en l'an 225, plusieurs années après 7 ans après son arrivée, est empreinte de sa méthodologie, héritée de ses maîtres, Rabbi (Juda Hanassi) et Rabbi Hiyya. Elle est caractérisée par la recherche du sens littéral des versets d'une part, et par les commentaires homilétiques et ésotériques de l'autre.
Sherira Gaon, auteur d'une chronique rédigée environ 800 ans plus tard, semble assimiler Soura à Mata Mehassia (מתא מחסיא), laquelle est mentionnée dans le Talmud ; c'est du moins ainsi que le comprend Abraham ibn Dawd, dans son Sefer HaQabbala. Toutefois, le médiéviste Adolf Neubauer pense que Sherira indique seulement que le collège de Soura fut transporté à Mata Mehassia ou que les étudiants de Soura et Mata Mehassia étudiaient ensemble à l'époque de la clôture du Talmud. Mais souvent les classes prennent place dans les résidences des professeurs ou dans un endroit public, ombragé, et silencieux. Les session de cours s'appelait metivata (מתיבתא).
L'académie de Soura domine le paysage spirituel des Juifs de Babylonie dès sa fondation. Du vivant de Rav, on y compte 1200 étudiants, de Babel ou d'ailleurs. Du fait de la grande affluence, la yeshiva s'agrémente de 3 sections: l'« akhsadra » (le vestibule), le « kiton » (des petites pièces dans la yeshiva, à l'usage des rabbins et des maîtres de la yeshiva, la « guinata » (un vaste champ dont le produit servait à l'entretien de l'académie et de ses étudiants) et les « tzippi » (des pièces avec nattes utilisées pour le repos et le confort). Des grands noms du judaïsme se succèdent, et c'est un Rosh yeshiva de Soura, Rav Achi, qui entreprend de compiler, avec la collaboration du collège de l'académie rivale de Poumbedita, les traditions orales composant la Guemara babylonienne, pour aboutir au Talmud de Babylone.
L'Académie de Soura d'Abba Arika au fil du temps grandit jusqu'à avoir un corps enseignant constitué de 1200 members et également avoir ces équipements :
1. Eksedra [אכסדרא] (un passage couvert menant de la rue à la Beth Midrash (בית מדרש))
2. Kitawen [קיטון] (bureaux pour les rabbins et doyens, et salles de classe pour les professeurs)
3. Ginata [גינתא] (jardin duquel les produits nourrissent les professeurs et étudiants de l'académie)
4. Tsipi [ציפי] (des tapis de sol, où les professeurs et les étudiants pouvaient se reposer entre leurs cours)

L'académie de Soura devint rapidement la yeshiva la plus influente dans la région, dépassant l'académie de Nehardea (en).
L'académie connaît de nombreux troubles à l'ère des Saboraïm, du fait des crises ayant précédé la conquête musulmane. Les dommages qu'elle y subit obligent ses directeurs à recourir aux exilarques, et à se complaire à leurs désirs et prérogatives.
La yeshiva de Soura retrouve cependant sa prééminence sur Poumbedita pendant la période des Gueonim : le Gaon de Soura siège à la droite de l'exilarque, tandis que le Gaon de Poumbedita est à sa gauche; Lorsque les deux sont présents à un banquet, le premier récite les bénédictions avant et après le repas ; le Gaon de Soura a toujours préséance sur son collègue même s'il est plus jeune, et ne lui donne pas le titre de Gaon dans ses missives, s'adressant aux « Savants de Poumbedita, » tandis que le gaon de Poumbedita doit écrire « au Gaon et aux Savants de Soura ; » au cours de l'installation solennelle de l'exilarque, le Gaon de Soura lit les sections du Targoum (traduction interprétative) sur le Pentateuque qui avaient été lues par l'exilarque ; à la mort de l'exilarque, le Gaon de Soura a le droit exclusif de déterminer ses émoluments officiels jusqu'à l'élection d'un nouvel exilarque.
Au cours de cette période, Yehoudaï Gaon marque le début d'une période d'éminence, qui se solde 130 ans plus tard avec Rav Naḥshon (879). La concurrence de l'académie de Poumbedita se fait de plus en plus agressive, les privilèges financiers de Soura tombent, et il est même question de la supprimer. Saadia Gaon parvient néanmoins à la maintenir et à la restaurer, mais peu après sa mort, la yeshiva doit suspendre ses activités pendant 45 ans. Sherira Gaon indique dans sa chronique qu'il n'y a plus d'académie à Soura. Cependant, une dernière tentative de redressement a lieu peu après. L'académie connaît une dernière période d'éclat, qui s'achève à la mort de Samuel ben Hofni, en 1012.
La yeshiva ferme définitivement ses portes vers 1034. 
Lorsque Benjamin de Tudèle visite la région, en 1170, il ne voit plus de trace d'une présence juive; quant à la ville, et l'académie, ce sont des champs de ruines.

## Liste des directeurs de l'académie de Soura

### Ère Amoraïm
- Abba Arika (« Rav ») (fondateur de l'académie)
- Rav Huna (Rosh yeshiva, après Abba Arika, pour à peu près 40 ans)
- Rav Chisda (en)
- Rav Achi
- Maremar
- Idi ben Abin (II)
- Nachman bar Rav Huna
- Mar bar Rav Achi (en) (Tabyomi)
- Rabbah Tosafa'ah (en)
- Ravina II

### Ère Savoraïm
- Rav Ena (en)

### Ère Gueonim
- Mar bar Rav Huna (en) - 591[6],[7],[8]
- Rav Hanania - vers 610
- Mar Rav Hounaï - vers 650
- Mar Rav Sheshoua (Mesharsheya bar Taḥlifa) - vers 670
- Mar Rav Ḥanina HaCohen de Nehar Peḳod - 689-694
- Mar Rav Nehilaï Halevi de Naresh (Hilaï) - 694-712
- Rav Yaaqov HaCohen de Nehar Peḳod - 712-730
- Mar Rav Shmouel (petit-fils de Rabbah, descendant d'Amemar) - 730-748
- Mar Rav Mari HaCohen de Nehar Peḳod - 748-756
- Rav Aha Gaon (Autheur des Sheïltot)- 756
- Yehoudaï bar Nahman (Yehoudaï Gaon, Judah) (Autheur des Halakhot Pessoukot) - 757-761
- Rav Aḥounaï Kahana HaCohen bar Mar Papa (Ahounaï, Houna) - 761-769
- Mar Rav Ḥaninaï Kahana bar Mar Rav Houna - 769-774
- Rav Mari HaLevi bar Rav Mesharsheya - 774-778
- Rav Bebaï HaLevi bar Mar Rav Abba de Nehar Peḳod - 778-789
- Mar Rav Hilaï bar Mar Rav Mari - 789-798
- Rav Yaaqov HaCohen bar Mar Mordekhaï - 798
- Rav Abimaï (Ivomaï, Ikhomaï) (frère de Mar Rav Mordekhaï)
- Mar Rav Tzadok bar Mar Rav Achi (Iẓḥaḳ bar Ishaï) - 810-812
- Mar Rav Hilaï bar Mar Rav Hanania - 812-816
- Rav Ḳimoï bar Mar Rav Ashi- 816-820
- Rav Moshe bar Rav Yaaqov (Mesharsheya) — 820-830
- Kahana bar Mar Yaaqov — 830-832 ?
- Deux ans d'absence d'un Gaon (830-832)
- Rav Cohen Ẓedeḳ bar Mar Abimaï - 832-843
- Mar Rav Shalom bar Mar Rav Boaz (Sar) - 843-853
- Natronaï bar Hilaï Gaon (Hilaï Gaon)- 853-861
- Amram ben Sheshna (Amram Gaon) (l'auteur du Siddour Rav Amram) - 861-872
- Rav Naḥshon bar Mar Rav Zadok - 872-879
- Rav Ẓemaḥ bar Mar Rav Ḥayyim (frère de Rav Naḥshon) - 879-886
- Mar Rav Malka - 886
- Rav Haï bar Mar Rav Naḥshon - 886-896
- Rav Hilaï bar Naṭronaï Gaon - 896-804
- Rav Shalom bar Mar Rav Mishael - 904
- Rav Yaaqov HaCohen bar Mar Rav Naṭronaï - 911-924
- Rav Yom Ṭov Kahana HaCohen bar Mar Rav Yaaqov - 924
- Saadia ben Yosseph Gaon (Sa`īd ibn Yūsuf al-Fayyūmi, Saadia Gaon) - 928-942
- Rav Yosseph bar Rav Yaaqov bar (ou ibn) Saṭya - vers 930
- Fermeture de l'Académie pour à peu près 45 ans
- Mar Rav Ẓemaḥ Ẓedeḳ bar Mar Palṭoï - vers 990 et vers 998
- Rav Shmouel HaCohen ben Ḥofni (beau-père de Haï Gaon) - vers 998 et vers 1012
- Dossa ben Saadia (Fils de Saadia Gaon) - 1012-1018
- Rav Israël HaCohen ben Rav Shmouel ben Ḥofni - 1018-1033
- Rav Azaria HaCohen ben Rav Israël ben Rav Shmouel
- Rav Yitzhaq, dernier Gaon de Soura